# Senegalesische Billie-Jean-King-Cup-Mannschaft
|                                                   |
| Teilnahmen der Senegalesischen Fed-Cup-Mannschaft |

Die senegalesische Billie-Jean-King-Cup-Mannschaft ist die Tennisnationalmannschaft des Senegal, die im Billie Jean King Cup eingesetzt wird. Der Billie Jean King Cup (bis 1995 Federation Cup, 1996 bis 2020 Fed Cup) ist der wichtigste Wettbewerb für Nationalmannschaften im Damentennis, analog dem Davis Cup bei den Herren.

## Geschichte
1982 nahm der Senegal erstmals am Billie Jean King Cup teil. Das Team hat alle neun bisherigen Begegnungen verloren.

## Teamchefs
keine Teilnahme seit 1995

## Bekannte Spielerin der Mannschaft
- Amy Berthe